# Weinhaus (Alsfeld)
Das Weinhaus am Markt in Alsfeld wurde 1538/39 errichtet. Das Gebäude am Markt 3 ist ein geschütztes Kulturdenkmal.

## Beschreibung

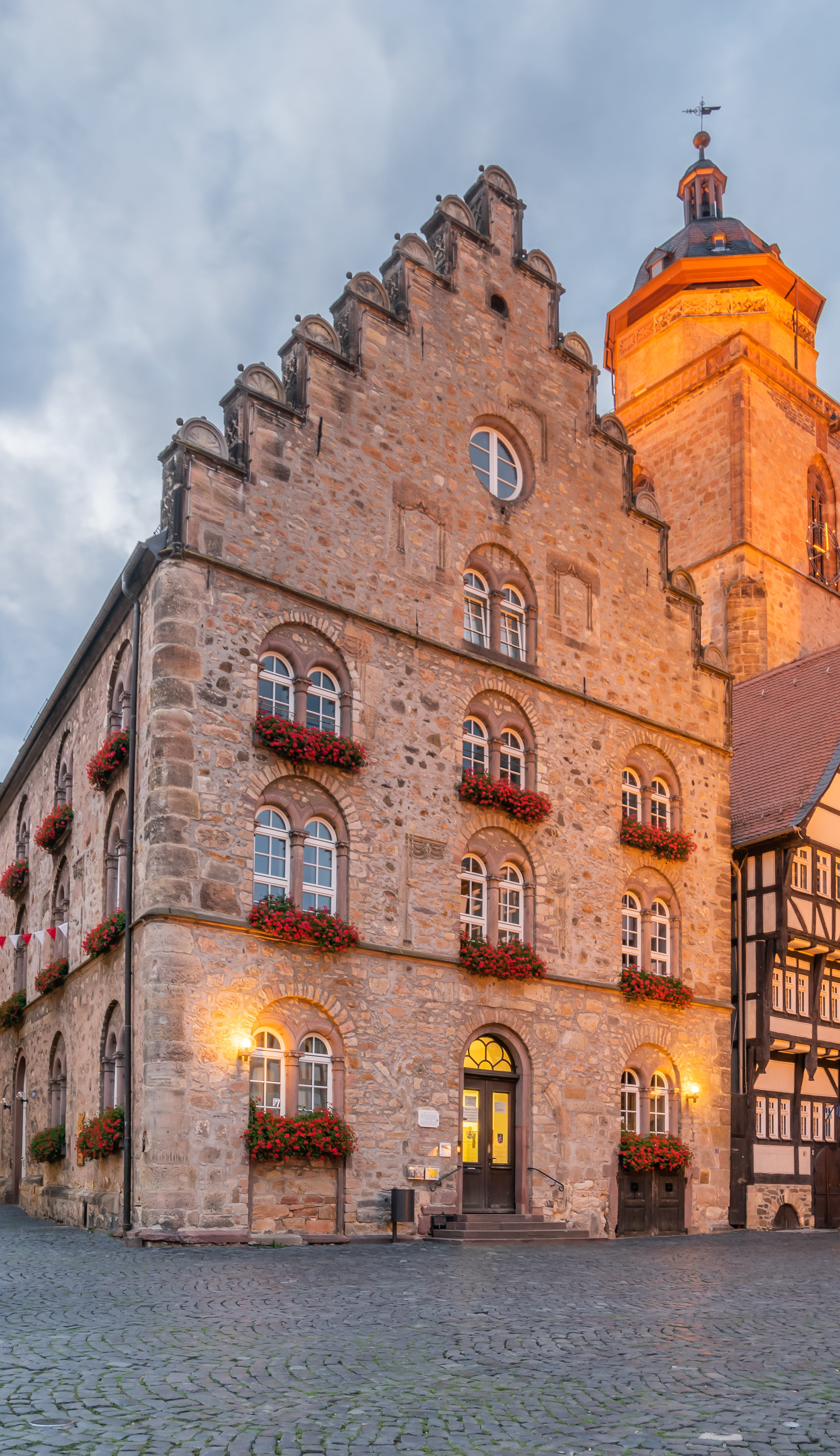
Rückseitiger Giebel

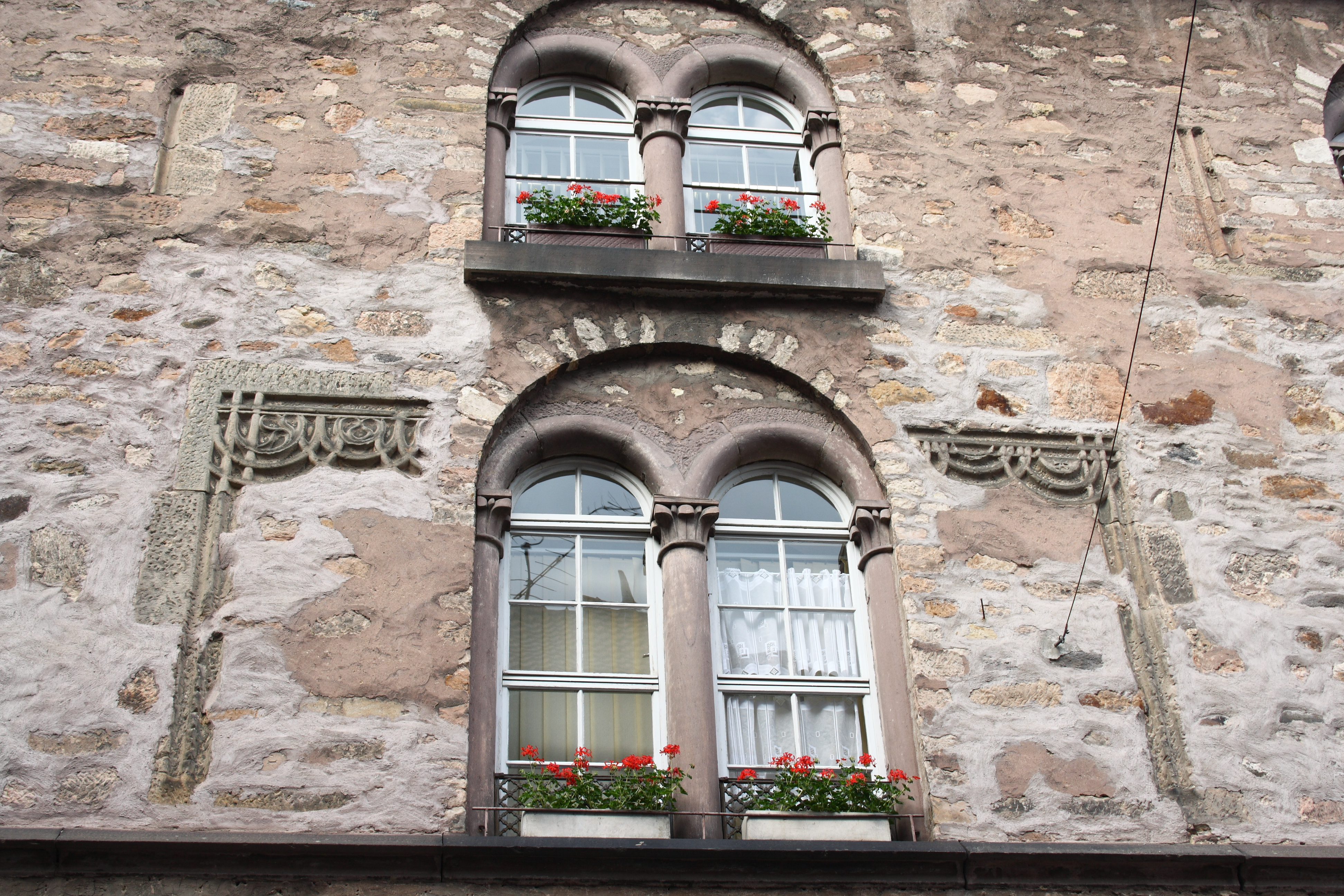
Fenster zum Markt

Das Gebäude entstand 1538/39 nach den Plänen des Baumeisters Hans von Frankfurt und zeigt Übergangsformen von der Gotik zur Renaissance. Der repräsentative Steinbau besitzt drei Geschosse. Während des Umbaus in den Jahren 1843/44 wurde das ursprüngliche Erscheinungsbild des Weinhauses wesentlich verändert. Die Renaissancefenster mit den leichten Vorhangbögen wurden zugemauert und durch rundbogige Wandöffnungen mit Doppelfenstern, Überfangbogen und eingestellten Säulen mit abschließenden Kapitellen ersetzt. Anfang des 20. Jahrhunderts empfahl der Denkmalschutz das ursprüngliche Erscheinungsbild zu rekonstruieren.

## Geschichte
Die Stadt sicherte sich das Monopol über den Weinausschank, der bis zu 40 % der Steuereinnahmen ausmachte. Im Gewölbekeller des Weinhauses lagerten 5 bis 5½ Fuder (ca. 6 000 Liter) Wein, im Erdgeschoss befand sich eine große Weinstube mit Ausschank. Im Obergeschoss war vermutlich ein weiterer Schankraum, der besonderen Gästen vorbehalten war. Der Weinschenk und sein Personal bewohnten die oberen Stockwerke.
Die Stadt bestellte einen „Weinmeister“, der die Weine einkaufte und mit dem Weinschenk die Abrechnung machte.
In Anspielung darauf, dass Behörden zwar den Alkoholgenuss nicht begrenzten, im Gegensatz dazu das freie Wort, spottete 1904 der Kladderadatsch, über den „Mißbrauch geistiger Getränke“ im Weinhaus.
Ein Kaminbrand im Jahr 1912 zerstörte das sogenannte „Archivzimmer“, in dem Unterlagen des Stadtarchivs untergebracht waren, auch der Turm des Gebäudes wurde zerstört und nicht wieder aufgebaut.
Heute wird das Gebäude überwiegend für die Stadtverwaltung genutzt, lediglich das Erdgeschoss wird mit Erschließung von der Rückseite noch gastronomisch genutzt.